# Rząd Anttiego Rinne
Rząd Anttiego Rinne – 75. gabinet w historii Finlandii, funkcjonujący od 6 czerwca do 10 grudnia 2019.
Gabinet powstał po wyborach parlamentarnych z 14 kwietnia 2019, w których zwyciężyła Socjaldemokratyczna Partia Finlandii (SDP). Lider tej partii, Antti Rinne, podjął rozmowy nad utworzeniem nowego rządu. Doprowadziły one do powstania koalicji składającej się z pięciu partii reprezentujących różne nurty polityczne. Poza socjaldemokratami do sojuszu przystąpiły Partia Centrum (Kesk.), Liga Zielonych (Vihr.), Sojusz Lewicy (VAS) i Szwedzka Partia Ludowa (SFP). 6 czerwca 2019 Eduskunta zaaprobowała kandydaturę lidera Socjaldemokratycznej Partii Pracy na premiera. Tego samego dnia prezydent Sauli Niinistö dokonał zaprzysiężenia członków rządu, który w konsekwencji rozpoczął urzędowanie.
3 grudnia 2019 Antti Rinne podał się do dymisji, która została przyjęta. Powodem była utrata zaufania ze strony koalicyjnej Partii Centrum w związku z długotrwałym masowym strajkiem pracowników państwowego przedsiębiorstwa pocztowego. Gabinet zakończył urzędowanie 10 grudnia 2019, gdy zaprzysiężono tworzony przez dotychczasowych koalicjantów rząd Sanny Marin.

## Skład rządu
| funkcja                                   | minister             | partia | okres urzędowania | okres urzędowania |
| funkcja                                   | minister             | partia | od                | do                |
| ----------------------------------------- | -------------------- | ------ | ----------------- | ----------------- |
| premier                                   | Antti Rinne          | SDP    | 6 czerwca 2019    | 10 grudnia 2019   |
| wicepremier                               | Mika Lintilä         | Kesk.  | 6 czerwca 2019    | 12 września 2019  |
| wicepremier                               | Katri Kulmuni        | Kesk.  | 12 września 2019  | 10 grudnia 2019   |
| minister finansów                         | Mika Lintilä         | Kesk.  | 6 czerwca 2019    | 10 grudnia 2019   |
| minister spraw gospodarczych              | Katri Kulmuni        | Kesk.  | 6 czerwca 2019    | 10 grudnia 2019   |
| minister spraw europejskich               | Tytti Tuppurainen    | SDP    | 6 czerwca 2019    | 10 grudnia 2019   |
| minister spraw zagranicznych              | Pekka Haavisto       | Vihr.  | 6 czerwca 2019    | 10 grudnia 2019   |
| minister rozwoju i handlu zagranicznego   | Ville Skinnari       | SDP    | 6 czerwca 2019    | 10 grudnia 2019   |
| minister sprawiedliwości                  | Anna-Maja Henriksson | SFP    | 6 czerwca 2019    | 10 grudnia 2019   |
| minister współpracy nordyckiej i równości | Thomas Blomqvist     | SFP    | 6 czerwca 2019    | 10 grudnia 2019   |
| minister spraw wewnętrznych               | Maria Ohisalo        | Vihr.  | 6 czerwca 2019    | 10 grudnia 2019   |
| minister obrony                           | Antti Kaikkonen      | Kesk.  | 6 czerwca 2019    | 10 grudnia 2019   |
| minister władz lokalnych i skarbu państwa | Sirpa Paatero        | SDP    | 6 czerwca 2019    | 10 grudnia 2019   |
| minister edukacji                         | Li Andersson         | VAS    | 6 czerwca 2019    | 10 grudnia 2019   |
| minister nauki i kultury                  | Annika Saarikko      | Kesk.  | 6 czerwca 2019    | 9 sierpnia 2019   |
| minister nauki i kultury                  | Hanna Kosonen        | Kesk.  | 9 sierpnia 2019   | 10 grudnia 2019   |
| minister rolnictwa i leśnictwa            | Jari Leppä           | Kesk.  | 6 czerwca 2019    | 10 grudnia 2019   |
| minister transportu i komunikacji         | Sanna Marin          | SDP    | 6 czerwca 2019    | 10 grudnia 2019   |
| minister pracy                            | Timo Harakka         | SDP    | 6 czerwca 2019    | 10 grudnia 2019   |
| minister spraw społecznych i zdrowia      | Aino-Kaisa Pekonen   | VAS    | 6 czerwca 2019    | 10 grudnia 2019   |
| minister rodziny i służb społecznych      | Krista Kiuru         | SDP    | 6 czerwca 2019    | 10 grudnia 2019   |
| minister środowiska i zmiany klimatu      | Krista Mikkonen      | Vihr.  | 6 czerwca 2019    | 10 grudnia 2019   |